# Frou-frou (film, 1955)
Pour les articles homonymes, voir Frou-frou.
Pour plus de détails, voir Fiche technique et Distribution.
Frou-frou est un film franco-italien réalisé par Augusto Genina, sorti en 1955.

## Synopsis
Quelques messieurs d'un certain âge, le prince Vladimir Bilinsky, Jean Sabatier, le colonel Cousinet-Duval, Sigismond Meursault, prennent sous leur protection une jolie bouquetière de seize ans : Antoinette Dubois dite « Frou Frou ». Aucun d'eux n'a le droit de la séduire, mais tous s'y emploient. Devenue une chanteuse en vogue, elle s'éprend d'Henri de Gaspard qui la délaisse. Après plusieurs années passées en Russie avec le prince Vladimir, Frou Frou revient en France, s'éprend d'un peintre raté, Michel Arthus, et après le suicide de ce dernier, élève seule sa fille Michèle, qu'elle laissera partir au loin vers l'homme qu'elle aime.

## Fiche technique
- Titre : Frou-frou
- Réalisation : Augusto Genina
- Scénario : Augusto Genina, A. E. Carr et Cécil Saint-Laurent d'après son roman (Éditions Gallimard, collection L'Air du temps)
- Adaptation : Augusto Genina, Sandro de Stefani, Jean Ferry
- Dialogue : Marc-Gilbert Sauvajon
- Musique : Louiguy (Éditions Hortensia)
- Assistants-réalisateur : Jean Aurel, Pierre Blondy, Mario Russo
- Images : Henri Alekan
- Cadreur : Gustave Raulet
- Son : Pierre Calvet
- Décors : Paul Bertrand
- Costumes : Marc Dolnitz, Paulette Coquatrix, Ted Lapidus
- Maquillages : Boris de Fast
- Coiffure : Alex Archambault[1]
- Chorégraphie : tableaux de music-hall de Jean Le Seyeux, Albert Caraco
- Photographe de plateau : Roger Corbeau
- Montage : Leonide Azar
- Régisseur général : Louis Théron
- Production : Albert Caraco
- Directrice de production : Maggie Gillet
- Producteur délégué : Claude Heymann
- Société de production : Gamma Film (France), Cinéfilm (France), Italgamma (Italie)
- Pays d'origine :  France,  Italie
- Tournage : du 14 décembre 1954 au 12 mars 1955 aux studios Paris Studio Cinéma
- Format : couleur par Eastmancolor — 2.35:1 CinemaScope — système sonore stéréophonique Western Electric — 35 mm
- Tirage : Laboratoire GTC de Joinville
- Genre : comédie dramatique
- Durée : 108 minutes
- Date de sortie : France, 30 novembre 1955
- Affiche : Boris Grinsson (France)

## Autour du film
- Brigitte Bardot, que l'on retrouve parfois, par erreur, dans la distribution du film, était initialement prévue pour le rôle.

## Distribution
- Dany Robin : Antoinette Dubois dite « Frou Frou »
- Lucie Dolène : Frou Frou (chant)
- Louis de Funès : le colonel Cousinet-Duval, un protecteur de Frou Frou
- Gino Cervi : le prince Vladimir Bilinsky, un protecteur
- Philippe Lemaire : Michel Artus, le jeune peintre
- Ivan Desny : Henri de Gaspard, le premier amant de Frou Frou
- Mischa Auer : le grand duc Alexis
- Jean Wall : Jean Sabatier, un protecteur
- Daniel Ceccaldi : le chevalier des Grieux, le jeune homme du bal masqué
- Marie Sabouret : la grande duchesse Anna Ivanovna, patronne du restaurant russe
- Béatrice Arnac : Rosemonde
- Simone Sylvestre : Ketty
- Mylène Demongeot : la maîtresse du colonel Cousinet-Duval
- Isabelle Pia : Michèle Dubois, la fille de Frou Frou
- Madeleine Barbulée : Berthe, la dame du vestiaire femme de chambre de Frou Frou
- Lucienne Legrand : Zita, la Hongroise
- Michel Subor : le jeune homme au restaurant
- Paul Demange : le régisseur du théâtre
- Jacques Duby : le chasseur du restaurant russe
- Grégoire Gromoff : le porteur russe à la gare
- R.J. Chauffard : un homme au vernissage
- Daniel Emilfork : le critique d'art
- Jean Hebey : l'homme qui veut enlever Frou Frou
- Jean Bellanger : l'homme du train
- Robert Thomas : l'homme déguisé en curé au bal masqué
- Jimmy Perrys : un acheteur au vernissage
- Jean Droze : un faux pirate sur le bateau
- Paul Bonifas : le réceptionniste de l'hôtel
- Jean-Jacques : le neveu de Sabatier
- Léon Larive : le directeur du théâtre
- Georgette Anys : la femme du train
- Capucine : une amie d'Arthus, le peintre
- Lucien Blondeau : Joseph, le domestique de Sabatier
- Charles Bayard : un homme à l'hôtel
- Roger Lecuyer : un consommateur au restaurant russe
- Gisèle Robert : Mistinguett, la chanteuse
- Umberto Melnati : Sigismond Meursault, le comte italien et protecteur
- Danik Patisson : une amie d'Arthus, le peintre
- Léon Bary
- Marcel Loche
- Édouard Adam
- Denise Carvenne
- Irène Tunc
- Véronique Zuber
- Nicole Fabrice
- Frédéric Valmain
- Roland Rodier
- Jean-Pierre Hébrard
- Véronique Drey
- Pénélope Portrait
- Betty Philippsen
- Florence Arnaud
- Mariolina Bovo